# 왕스총

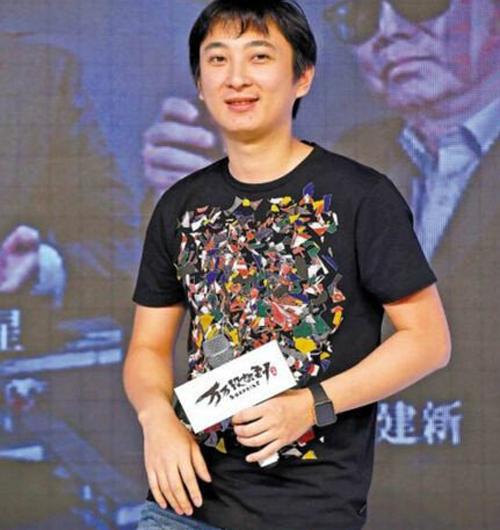

왕스총(王思聪, 1988년 1월 3일 ~ )은 중국의 사업가이며, 중국의 거물 왕젠린의 유일한 아들이다. 1988년 중국 랴오닝성 다롄시에서 태어났다. 다롄 완다그룹의 회장이다.

## 경력
왕스총은 사모펀드 기업 프로메테우스 캐피털(Prometheus Capital)의 회장이다.

### 판다 TV
2015년, 스총은 아마존의 트위치와 경쟁하기 위해 이스포츠 스트리밍 채널 판다 TV를 시작했다.